# Lijst van voetbalinterlands Brazilië - Tsjechië
Deze lijst van voetbalinterlands is een overzicht van alle officiële voetbalwedstrijden tussen de nationale teams van Brazilië en Tsjechië. De landen speelden tot op heden twee keer tegen elkaar. De eerste ontmoeting, een halve finale tijdens de FIFA Confederations Cup 1997, werd gespeeld op 19 december 1997 in Riyad (Saoedi-Arabië). Het laatste duel, een vriendschappelijke wedstrijd, vond plaats op 26 maart 2019 in Praag.

## Wedstrijden
| № | Plaats | Datum            | Competitie                   | Wedstrijd           | Uitslag |
| - | ------ | ---------------- | ---------------------------- | ------------------- | ------- |
| 1 | Riyad  | 19 december 1997 | FIFA Confederations Cup 1997 | Brazilië – Tsjechië | 2 – 0   |
| 2 | Praag  | 26 maart 2019    | Vriendschappelijk            | Tsjechië – Brazilië | 1 – 3   |

## Samenvatting
| Competitie              | Totaal gespeeld | Winst Brazilië | Gelijk | Winst Tsjechië | Doelsaldo Brazilië – Tsjechië |
| ----------------------- | --------------- | -------------- | ------ | -------------- | ----------------------------- |
| FIFA Confederations Cup | 1               | 1              | 0      | 0              | 2 − 0                         |
| Vriendschappelijk       | 1               | 1              | 0      | 0              | 3 − 1                         |
| Totaal                  | 2               | 2              | 0      | 0              | 5 − 1                         |

Wedstrijden bepaald door strafschoppen worden, in lijn met de FIFA, als een gelijkspel gerekend.

## Details

### Eerste ontmoeting
| FIFA Confederations Cup 1997 (Riyad, Saoedi-Arabië, 19 december 1997): |       |          |
| Brazilië                                                               | 2 – 0 | Tsjechië |
| Romario 53' Ronaldo 82'                                                | goals |          |